# Leopold Johann Nepomuk von Sacher

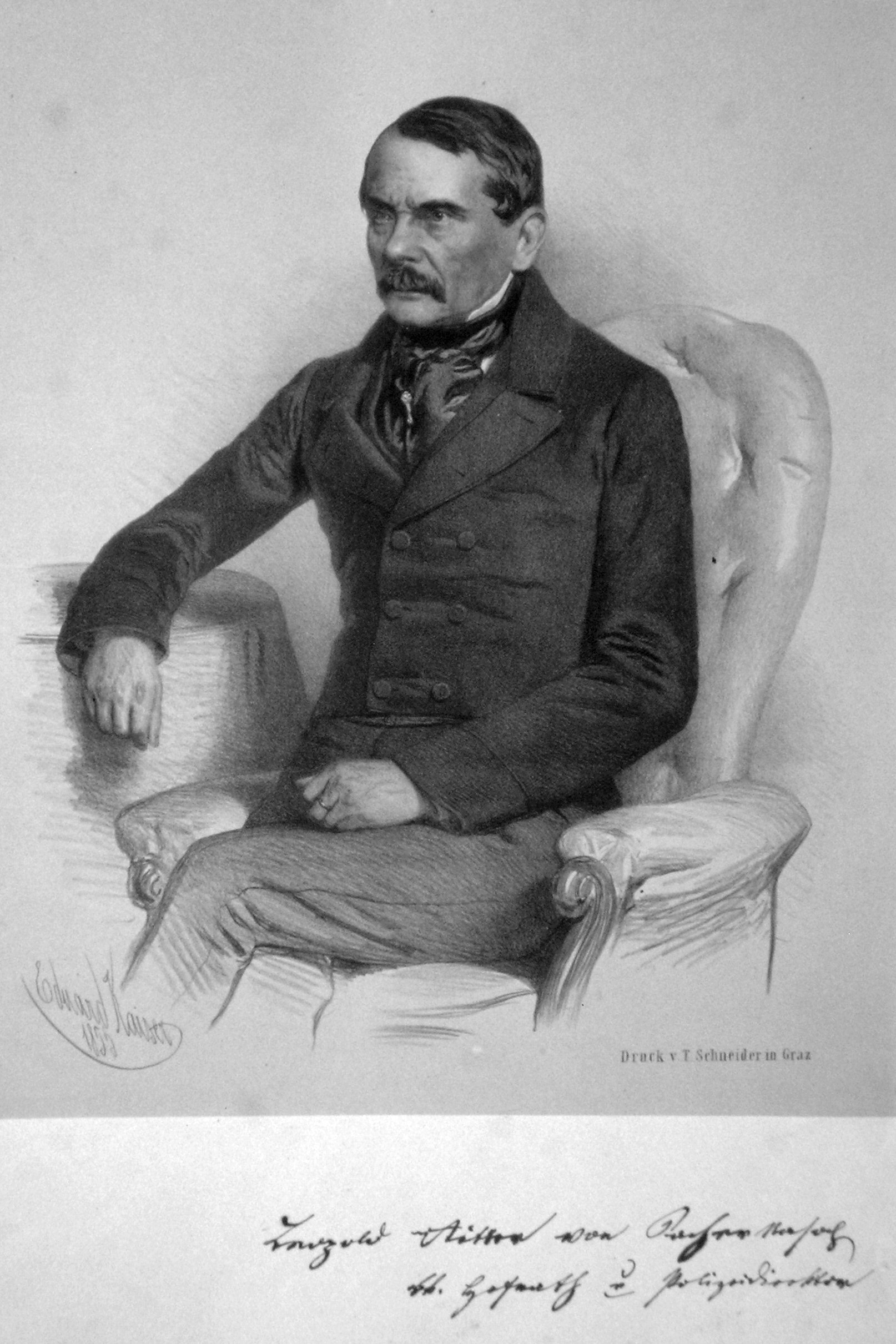
Leopold Johann Nepomuk von Sacher, Lithographie von Eduard Kaiser, 1855

Leopold Johann Nepomuk Ritter von Sacher (* 26. Dezember 1797 in Lemberg; † 10. September 1874 in Bruck an der Mur) war ein österreichischer Beamter, Naturforscher und Förderer der naturwissenschaftlichen Bildung. Durch Schenkungen an mehrere Wissenschaftsinstitutionen betätigte er sich als Mäzen.

## Leben
Leopold Johann Nepomuk Ritter von Sacher studierte in Galizien. Nach seiner Ausbildung übernahm er Aufgaben im österreichischen Staatsdienst seines Kronlandes. Zuerst wirkte er als Kreiskommissar zwischen 1826 und 1828 im ostgalizischen Tarnopol und von 1829 bis 1830 in Bochnia. Nach diesen ersten beiden Etappen seiner Verwaltungslaufbahn erfolgte 1831 die Ernennung zum Polizeidirektor von Lemberg. Diese Funktion übte er bis 1847 aus.
In Galizien entwickelte sich sein ausgeprägtes naturwissenschaftliches Interesse. Das kam in einer frühen Sammelleidenschaft für Käfer zum Ausdruck, für die er von Alexander Zawadzkí (1798–1868) Anregungen erhielt. In seinen Sammlungen befanden sich auch geologische und paläontologische Exponate dieser Region. Mit diesem Fundus unterstützte er frühe Forschungen von Rudolf Kner auf diesem Gebiet in Ostgalizien.
Im Jahr 1848 versetzte man ihn nach Prag, wo er die Funktion als Stadthauptmann übertragen bekam. In dieser Stadt kam der vielseitig interessierte Beamte mit einer großen Zahl gebildeter Bürger zusammen. Daraus entwickelte sich seine Mitgliedschaft im 1848 gegründeten Naturhistorischen Verein „Lotos“, in dem er von 1849 bis 1854 als Präses (Vorsitzender) wirkte. Seine Freundschaft zu dem ebenfalls in Prag lebenden Joachim Barrande kam beispielsweise in gemeinsamen Sammelausflügen zu fossilreichen Aufschlüssen im Südwesten von Prag zum Ausdruck. Dessen Werk Système silurien du centre de la Bohême (1. Band, 1852) entstand mit Hilfe von Stücken aus Sachers großer Sammlung.
Sachers umfangreiche Sammeltätigkeit und Sachkenntnis machte ihn zu einem geschätzten Partner für namhafte Institutionen seiner Zeit. Auf diese Weise gelangten Sachspenden von ihm in die Kollektionen des böhmischen Landesmuseums in Prag, der k.k. Hof-Naturalienkabinette und zur k.k. geologische Reichsanstalt in Wien. Schenkungen bereicherten auch die Sammlung des Landesmuseums Johanneum in Graz. Er wurde als „geistig hochstehender Mann, der für alles Schöne, für Naturwissenschaften, Literatur, Sprachen stets reges Interesse zeigte […] und es verstand, Leute von geistiger und künstlerischer Bedeutung um sich zu sammeln“ bezeichnet.

## Würdigungen und Mitgliedschaften
- Ehrenbürger der Städte Prag und Lemberg
- wirkliches Mitglied der Gesellschaft des vaterländischen Museums in Böhmen
- Ehrenmitglied des Naturhistorischen Verein „Lotos“ in Prag
- Mitglied der mährisch-schlesischen Gesellschaft für Landeskunde / naturhistorische Sektion
- Mitglied der böhmische Gartenbau-Gesellschaft in Prag
- Mitglied des Naturwissenschaftlichen Vereins für Steiermark in Graz
- Korrespondent der k.k. geologischen Reichsanstalt in Wien

- Mitglied des Entomologischen Vereins zu Stettin
- Mitglied der Deutschen Geologischen Gesellschaft, Berlin

## Persönliches
Leopold Johann Nepomuk von Sacher war der Sohn des 1818 geadelten Beamten Johann Nepomuk Stephan (Ritter von) Sacher. Im Jahr 1829 ehelichte er Caroline Masoch (1802–1870). Sie war die Tochter des früheren Rektors an der Universität Lemberg, Franz Seraphicus Masoch (1763–1845). Sein Schwiegervater wünschte auf Grund des frühen Todes seines einzigen Sohnes die Fortführung des Namens Masoch durch seinen Schwiegersohn. Dieses Anliegen erforderte eine kaiserliche Genehmigung, die 1838 erteilt wurde. Seit dieser Zeit führte Sacher den Namen Ritter von Sacher-Masoch.
Sein Sohn Leopold von Sacher-Masoch wurde ein bekannter Schriftsteller, der in mehreren Werken Schmerz- und Unterwerfungsverhalten von Männern in Beziehungen zu Frauen schilderte, was schließlich zur Bezeichnung Masochismus für solche Vorlieben führte. Als Kind und Jugendlicher begleitete Leopold von Sacher-Masoch oft die naturkundlichen Exkursionen seines Vaters.